# Ричард II (Нормандия)
Вижте пояснителната страница за други личности с името Ричард II.
Ричард II Добрия (на френски: Richard II de Normandie, Richard l „Irascible“, Richard le „Bon“, † 1026, Фекан) е вторият херцог на Нормандия (996 – 1026).

## Произход и управление
Той е син на херцог Ричард I († 1026) и на Гунора (936 – 1031).
През 996 г. наследява баща си на трона. Той защитава собствеността си през едно селско въстание, помага на крал Робер II от Франция против херцога на Бургундия.

## Фамилия
Първи брак: ок. 996 г. за Юдит от Бретан (982 – 1017), дъщеря на херцог Конан I от Бретан († 992). Те имат децата:
- Ричард III (ок. 997 – 6 август 1027), ∞ 1027 г. за Адела Френска, херцог на Нормандия
- Роберт I (ок. 999 – 22 юни 1035), херцог на Нормандия
- Вилхелм († 1025), монах във Fécamp
- Аделеида (1003 – 7 юли или 27 юли 1037), ∞ 1016 г. за Райналд I граф на Бургундия
- Елеанора (ок. 1002 – сл. 1032)), ∞ сл. 1030 г. за Балдуин IV (980 – 1035) граф на Фландрия
- Матилда († 1033).

Втори брак: с Папия (Попа). Те имат децата:
- Можер († 1055), архиепископ на Руан (1037 – 1055)
- Вилхелм († сл. 1052), граф на Арк